# Bohus Rezső
Újhelyi, behárfalvi  Bohus Rezső (1840 körül – Budapest, 1886. szeptember 24.) bölcseletdoktor, okleveles főgimnáziumi tanár, magyar nyelv és irodalom, földrajz szakos tanár

## Élete
Első felesége Kesselőkeői Majthényi Hermina (Csesztve, 1845. szeptember 19.-1878. október 2.) Majthényi Hermina első férje Gróf Beleznay Pál János Károly (Pest, 1840. január 20.-) Az esküvő a Pest vármegyei Versegen, 1862. november 24-én volt. Férjétől 1877 előtt elvált. A válás időpontjáról csak annyit tudunk, hogy az 1877. október 9-e előtt történt, mivel ezen a napon, Budapesten házasságot kötött Majthényi Hermina dr. Bohus Rezső polgári iskolai igazgatóval. Pontosabba 1874 előtt már elvált, mert Bohus Rezsőtől megszületett 1874. november 11-én Bohus Ilona, Hermina nevű leánya, aki csecsemő korában meghalt. Második leányának is ugyanazt a nevet adta, akinek születési adatai ismertek: Bohus Ilona, Hermina (Pilis, 1875. december 30.)
Dr. Bohus Rezsőné (korábban gróf Beleznay Pálné) született Majthényi Hermina — a szakirodalmi források szerint — kesseleőkeői Majthényi Pál és farádi Veres Johanna lányaként, a Hont vármegyei (ma Nógrád vármegyei) Csesztvén, 1845. szeptember 29-én látta meg a napvilágot  és — a gyászjelentése szerint — Budapesten, 1878. október 2-án hunyt el, majd a Kerepesi úti köztemetőben, 1878. október 3-án temették el. Három gyermeke maradt árván. Gyermekei házasságkötése előtt születtek. Bohus Rezső miután megözvegyült, 1881-ben újra nősült. Második felesége Pongrácz Mária Julianna Ludovika (1860-1927) volt.
Bohus Rezső a II. kerületi községi polgári fiúiskola, a Medve Utcai Népiskola első igazgatója volt 1872-73-ban. 1872-ben Buda város tanácsa polgári tanodájának, a Medve Utcai Népiskolának igazgatójává s egyszersmind magyar nyelv és történelem tanárává Bohus Rezsőt választotta. Bohus Rezső igazgató vezetésével 1872. nov. 10-én kezdte meg az alsóvizivárosi kapucinus templom mellett levő elemi iskola épületében. A megnyílt I. osztályba 29 tanuló iratkozott be, kiknek oktatását három tanár végezte. Az 1873—74. tanév szeptemberében már a Tabánban, az I. kér., Attila-u. 649. sz. bérházban találjuk az elemi iskola épületéből hely- szűke miatt kiszorított iskolát. Itt nemcsak új otthont, hanem új igazgatót is kapott, Lengyel Sándor személyében.
1873-1884 között a Budapest - II. kerület községi nyilvános polgári leányiskola igazgatója volt. Betegsége miatt szabadságot vett ki és 1884/5-ben a II. ker. községi polgári és középkereskedelmi iskolához osztották be, mint tanárt. Meghalt 1886. szeptember 24-én Budapesten.

## Munkái
- A szellemi műveltség állapota Magyarországon az Árpádok korszakában. [Bartalits Imre nyomdája. 8-r. 40 L] Budapest, 1876.

Szerkesztette, mint igazgató a Budapesti II. ker. községi polg. leányiskola Tudósítványait 1877–83-ig.